# Schwarzwald zwischen Kenzingen und Waldkirch
Schwarzwald zwischen Kenzingen und Waldkirch este o arie protejată (arie specială de conservare — SAC, sit de importanță comunitară — SCI) din Germania întinsă pe o suprafață de 2.233,83 ha, integral pe uscat.

## Localizare
Centrul sitului Schwarzwald zwischen Kenzingen und Waldkirch este situat la coordonatele 48°09′36″N 7°50′57″E / 48.16°N 7.8492°E.

## Înființare
Situl Schwarzwald zwischen Kenzingen und Waldkirch a fost declarat sit de importanță comunitară în ianuarie 2005 pentru a proteja 4 specii de plante și 11 specii de animale. Situl a fost protejat și ca arie specială de conservare în ianuarie 2019.

## Biodiversitate
Situată în ecoregiunea continentală, aria protejată conține 9 habitate naturale: Pajiști uscate seminaturale și facies de acoperire cu tufișuri pe substraturi calcaroase (Festuco-Brometalia) (* situri importante pentru orhidee), Pajiști uscate seminaturale și facies de acoperire cu tufișuri pe substraturi calcaroase (Festuco-Brometalia) (* situri importante pentru orhidee), Fânețe de joasă altitudine (Alopecurus pratensis, Sanguisorba officinalis), Izvoare petrifiante cu formare de travertin (Cratoneurion), Pante stâncoase calcaroase cu vegetație casmofită, Pante stâncoase silicioase cu vegetație casmofită, Păduri de fag Luzulo-Fagetum, Păduri de fag Asperulo-Fagetum, Păduri aluvionare cu Alnus glutinosa și Fraxinus excelsior (Alno-Padion, Alnion incanae, Salicion albae).
La baza desemnării sitului se află mai multe specii protejate:
- plante (4): Buxbaumia viridis, mușchi (Dicranum viride), Orthotrichum rogeri, Vandenboschia speciosa
- amfibieni (1): izvoraș-cu-burta-galbenă (Bombina variegata)
- mamifere (2): liliac cu urechi mari (Myotis bechsteinii), liliac comun (Myotis myotis)
- nevertebrate (7): Austropotamobius pallipes, Austropotamobius torrentium, Coenagrion mercuriale, Euplagia quadripunctaria, rădașcă (Lucanus cervus), phengaris nausithous (Maculinea nausithous), Maculinea teleius
- pești (1): cicar (Lampetra planeri)